# محمد أكرم خان
محمد أكرم خان (1868 - 18 أغسطس 1969) كان صحفي بنغالي وسياسي وباحثًا إسلامي. وكان مؤسس أول صحيفة بنغالية في داكا، وهي صحيفة أزاد.